# Череп'ягіно
Череп'ягіно (рос. Черепягино) — присілок в Островському районі Псковської області Російської Федерації.
Населення становить 83 особи. Входить до складу муніципального утворення Бережанская волость.

## Історія
Від 2015 року входить до складу муніципального утворення Бережанская волость.

## Населення
| 2001 | 2002 | 2010 |
| ---- | ---- | ---- |
| 139  | ↗152 | ↘83  |